# John Hench

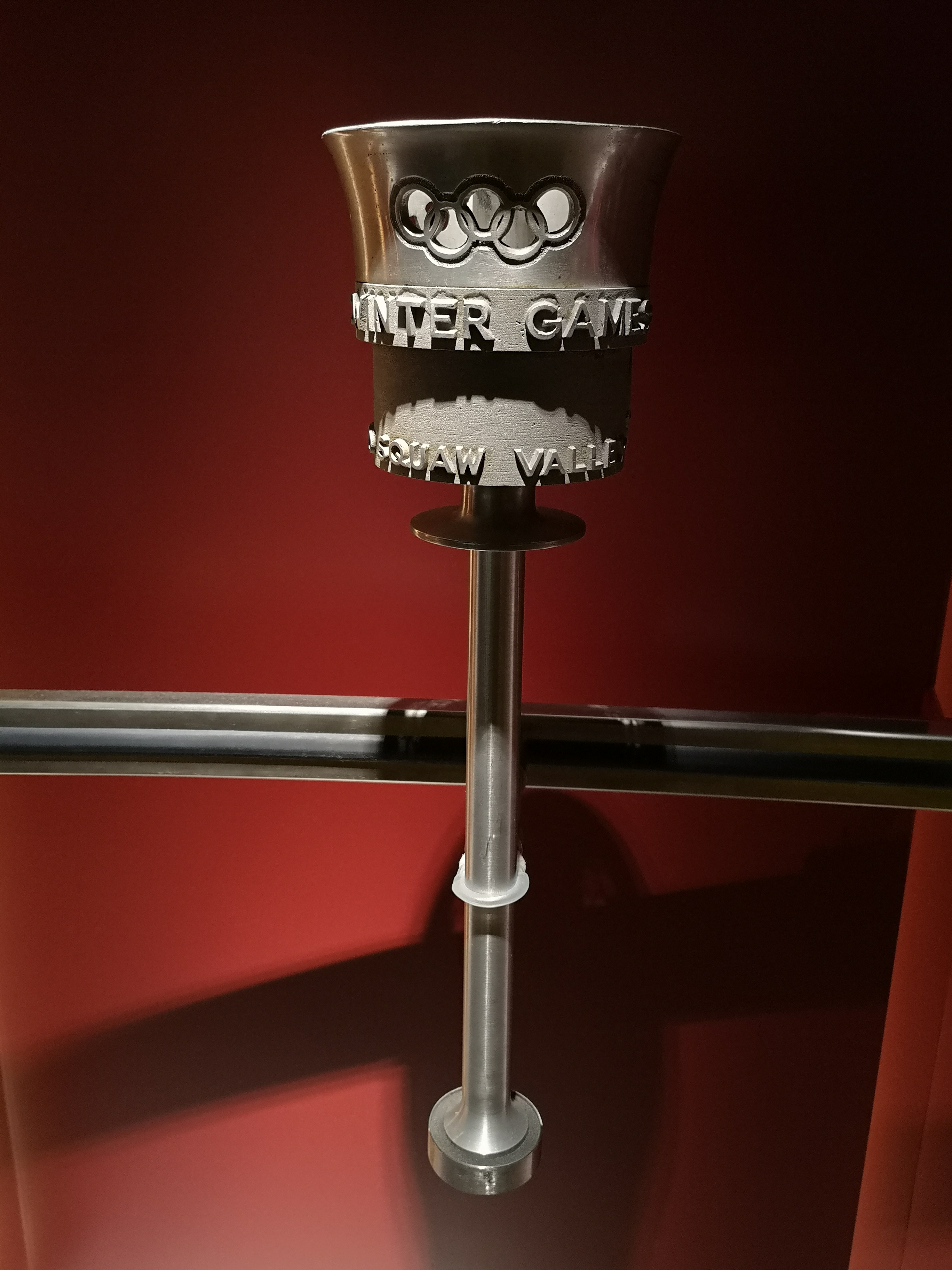
znicz olimpijski z 1960

John Hench (ur. 29 czerwca 1908 w Cesat Rapis, Iowa, zm. 5 lutego 2004) – amerykański rysownik, współtwórca filmów wytwórni Walta Disneya.
Współpracował z wytwórnią Disneya przez około 60 lat. Ukończył Otis Art Institute w Los Angeles, studiował także w School of Fine Arts w San Francisco. Obok pracy przy filmach, brał także udział w projektowaniu Disneylandów; był dyrektorem artystycznym Walt Disney Worlds na Florydzie po śmierci Disneya.
Zaprojektował znicz olimpijski na zimowe igrzyska w Squaw Valley (1960).
Był laureatem Oscara za efekty specjalne do filmu Dwadzieścia tysięcy mil podwodnej żeglugi (1955).